# Говоры чухломского острова
Го́воры чухломско́го о́строва (Чухломской акающий остров, Костромской акающий остров) — среднерусские говоры, распространённые в северо-западной части Костромской области. Чухломские говоры размещены вне основного ареала среднерусских говоров — к северо-востоку от него в окружении говоров севернорусского наречия.
Начало формирования говоров чухломского острова относят к XVII веку, оно происходило в результате миграций русского населения из южных областей на север и последующего междиалектного взаимодействия местных архаичных говоров и переселенческих говоров.
Размещаясь в восточной части ареала севернорусского наречия, а также внутри ареалов северо-восточной диалектной зоны и Костромской группы, чухломские говоры разделяют большинство севернорусских диалектных особенностей, а также большинство северо-восточных и костромских языковых черт. При этом для них характерны также некоторые черты южнорусского наречия и юго-западной диалектной зоны.
Основной фонетической чертой, отличающей говоры чухломского острова от соседних с ними говоров севернорусского наречия, является аканье. Вокализм после мягких согласных отмечается особым типом диссимилятивно-умеренного яканья, не встречающегося в говорах южной локализации.

## Вопросы классификации и ареал
| Классификация: - Русский язык - Среднерусские говоры - Восточные среднерусские говоры - Восточные среднерусские акающие говоры - Говоры чухломского острова Говоры Чухломского острова на карте среднерусских говоров (При нажатии на изображение территории какой-либо группы говоров, будет осуществлён переход на соответствующую статью) |

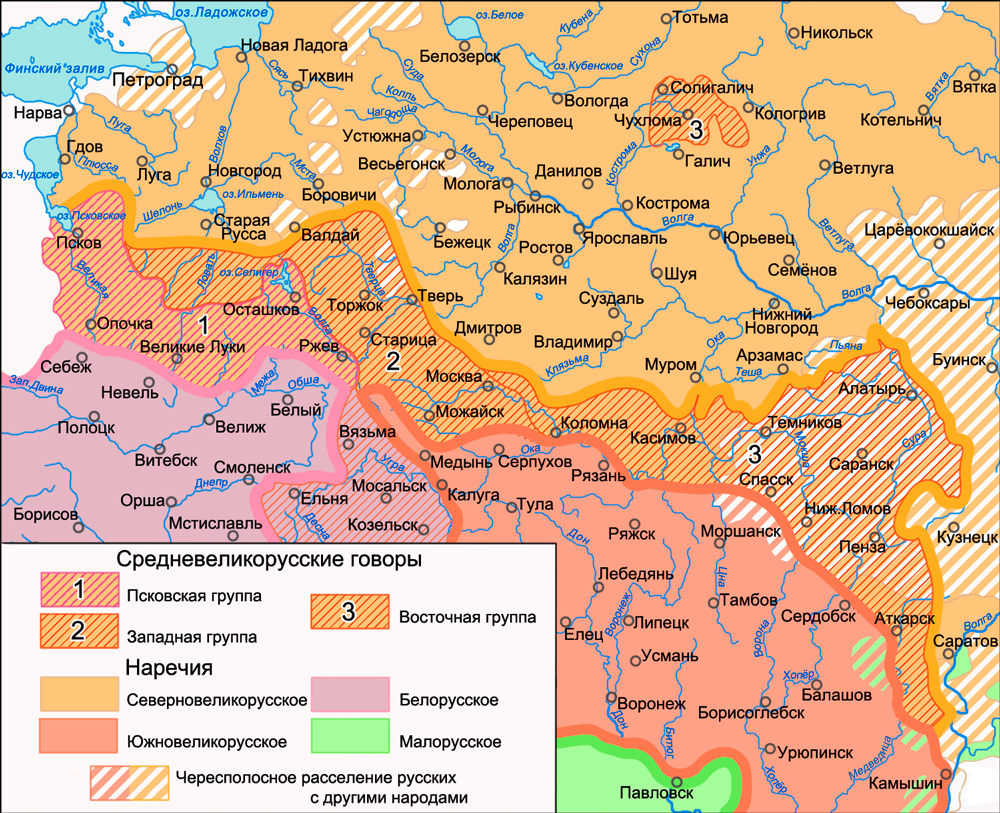
Среднерусские говоры, включающие чухломской остров, на диалектологической карте 1914 года

Чухломской акающий остров был отмечен на диалектологической карте русского языка 1914 года на территории Чухломского, Солигаличского, в части Буйского и Кологривского уездов Костромской губернии, авторы первой классификации русских диалектов отнесли чухломские говоры к восточной группе в составе средневеликорусских говоров. По очертаниям территория чухломских говоров карты 1914 года близка территории, выделенной авторами новой диалектологической карты 1964 года К. Ф. Захаровой и В. Г. Орловой. В работе «Диалектное членение русского языка» отсутствует описание языковых черт чухломских говоров как отдельной диалектной единицы и они не показаны на карте среднерусских говоров, констатируется только лишь «наличие группы акающих говоров в пределах северного наречия в Костромской области, между 42° и 44° в. д., к югу от г. Солигалича и к северу от г. Галича — „костромской акающий остров“» в характеристике говоров севернорусского наречия. Как самостоятельная диалектная единица говоры чухломского острова в составе восточных среднерусских акающих говоров отмечены в издании «Русская диалектология» 1989 года под редакцией Л. Л. Касаткина.
Несмотря на наличие в языковой системе чухломских говоров аканья они не связаны общими чертами с восточными среднерусскими акающими говорами. Также не характеризуются они диалектными признаками восточных среднерусских говоров в целом. Это объясняется историей образования чухломского острова. В отличие от всех остальных восточных среднерусских говоров переходного типа, формировавшихся длительное время на своей исконной территории, чухломские говоры представляют собой говоры смешанного типа, возникшие в результате междиалектных контактов местных севернорусских говоров и переселенческих южнорусских говоров. Таким образом чухломские говоры занимают особое место в структуре среднерусских говоров, выделяясь типом, происхождением и языковой характеристикой. С остальными среднерусскими чухломские говоры связываются по существу только наличием аканья и общностью принципа их формирования — сочетания в их языковых системах диалектных явлений разных наречий и диалектных зон.
Говоры чухломского острова сочетают в себе диалектные особенности севернорусского и южнорусского наречий, северо-восточной и юго-западной диалектных зон. В северо-восточном ареале наиболее близкими чухломским являются говоры Вологодской, Костромской и Владимирско-Поволжской групп. В юго-западном ареале, откуда переселились предки носителей современных говоров Чухломы, размещены говоры Псковской, Западной, Верхне-Днепровской, Верхне-Деснинской, Курско-Орловской групп и другие говоры.
Говоры чухломского острова распространены среди жителей сельской местности на территории северо-западных районов Костромской области в окрестностях городов Чухлома и Солигалич на границе с Вологодской областью в северо-восточной части ареала русских говоров раннего формирования. Чухломской остров является «вписанным» в территорию распространения говоров Костромской группы — он окружён костромскими говорами с трёх сторон — с запада, юга и востока. С севера чухломские говоры граничат с говорами Вологодской группы.

## История
В отличие от всех остальных русских говоров территории первичного заселения, которые сформировались в процессе территориального обособления населения того или иного средневекового русского государственного образования, чухломские говоры сформировались в результате миграций — переселения жителей южнорусского запада на территорию распространения говоров севернорусского наречия. Переселенцы восприняли многие диалектные черты местного населения, вместе с тем сохранив ряд черт тех территорий, откуда они мигрировали, включая и аканье, которое резко выделяет речь носителей чухломских говоров среди окружающих их окающих севернорусских говоров. Чухломской ареал сближается с южнорусским западом не только по языковым чертам говоров юго-западной диалектной зоны, но и по этнографическим чертам: типу селений, жилища, одежды, обрядов и фольклора.
Предположительно переселение предков носителей современных чухломских говоров происходило или с середины XVI века во время опричнины при Иване Грозном, или же в период подавления Петром I стрелецких восстаний, когда потомки подмосковных стрельцов были сосланы в глухие леса костромского Заволжья. В то же время по местным рукописным текстам, в которых впервые отмечаются примеры аканья, время появления русского населения из южных областей в районе Чухломы относят к 20-м годам XVII века.

## Особенности говоров
1. Сильное аканье при наличии говоров с аканьем диссимилятивного типа в районе города Чухломы[17][18][19]. При сильном аканье гласные /о/ и /а/ совпадают в первом предударном слоге после парных твёрдых согласных в гласном [а] вне зависимости от гласного под ударением: в[а]дá, в[а]ды́, в[а]ди́чка, под в[а]до́й, по в[а]де́ и т. п. Сильное аканье характеризует западные и восточные среднерусские акающие говоры, а также рязанские, тульские и елецкие говоры южного наречия. При аканье диссимилятивного типа, характерном для говоров юго-западной диалектной зоны, /о/ и /а/ в первом предударном слоге совпадают в разных гласных ([а] или [ъ]) в зависимости от того, какой гласный находится под ударением[20].
2. Диссимилятивно-умеренное яканье чухломского типа, встречаются также говоры с умеренным яканьем[21][22][23].